# Сапожин
Сапожин (укр. Сапожин) — село в Корецкой городской общине Ровненского района Ровненской области Украины.
До 2020 года входило в Корецкий район.
Население по переписи 2001 года составляло 663 человека. Почтовый индекс — 34733. Телефонный код — 3651.

## История
Отождествляется с древнерусским городом Сапогынь, упомянутым в Киевской летописи под 1151 годом в связи со сражением у Сапогыня. В селе имеется городище, на котором найдены археологические материалы XI—XIII веков.